# Gezond Verstand Haren
Gezond Verstand Haren was een lokale politieke partij in de Nederlandse gemeente Haren. Op 1 januari 2019 fuseerde de partij als gevolg van de gemeentelijke herindeling, waarin de gemeente Haren opging in de gemeente Groningen, met een aantal andere lokale partijen tot Stadspartij voor Stad en Ommeland.
Op 29 september 2009 werd de partij opgericht door Mariska Sloot, Pieter Jan-Jansen, Esther Wiersema, Ronald Schuurman en Frits Stavast. Bij de gemeenteraadsverkiezingen in 2010 werden twee raadszetels behaald, die momenteel bezet werden door Wiersema en fractievoorzitter Sloot. Gezond Verstand Haren behoorde samen met het CDA, de ChristenUnie en GroenLinks tot de oppositie. Bij de verkiezingen in 2014 won de partij een zetel. Gezond Verstand Haren, samen met D66 en VVD, vormden samen de coalitie. Mariska Sloot werd wethouder in het College. Meinard Wolters, vierde op de kandidatenlijst, nam haar plaats in als fractievoorzitter, naast Esther Wiersema en Fred Dellebarre.